# Abu-Yússuf Yaqub al-Ansarí al-Kufí
Abu-Yússuf Yaqub ibn Ibrahim al-Ansarí al-Kufí (731-798) fou un legislador musulmà i un dels fundadors de l'escola hanafita de jurisprudència islàmica. Va estudiar a Kufa i Medina. Va viure a Kufa fins que fou nomenat cadi a Bagdad, càrrec que va ocupar fins a la seva mort. Sota el regne de Harun ar-Rashid fou nomenat Gran Cadi (qadi-l-kudat), sent la primera vegada que es va donar aquest títol que era honorífic pel cadi principal de la capital. La seva obra principal és el Kitab al-Hiyal. Altres obres són el Kitab al-Athar, Kitab al-Kharaj (un tractat fonamental sobre els assumptes d'hisenda pública en la llei islàmica), Kitab Ikhtilaf Abi-Hanifa wa-bni Abi-Layla i el Kibat al-Radd ala Siyar al-Awzat.